# Алхімік (роман)
«Алхі́мік» (порт. O Alquimista) — роман бразильського письменника Пауло Коельйо, вперше опублікований у 1988 році. Написаний португальською мовою та перекладений сімдесяти однією мовою станом на 2011 рік.[джерело?]
Роман «Алхімік», в основу якого покладено алегорію, розповідає про подорож пастуха з Андалусії до Єгипту, після повторюваних снів, які показували, що саме там він знайде свій скарб.
Книга набула статусу міжнародного бестселеру. За підрахунками Франс Прес, її продажі склали понад 65 мільйонів копій у понад 160 країнах світу, увійшовши до Книги рекордів Гіннеса за найбільшу кількість перекладів за життя автора.[джерело?]

## В основі роману
Коельйо писав «Алхіміка» тільки два тижні в 1987 році. Він пояснив, що був здатний писати в такому темпі, тому що історію «вже написали в його душі».
Основна історія «Алхіміка» постає в роботах інших авторів. У 1935 році Аргентинський письменник Хорхе Луїс Борхес опублікував оповідання під назвою «Історія двох мрійників», в якій двоє чоловіків мріють про скарб. З'явилася ще одна версія в перекладі Е. В. Лейна «Тисяча і одна ніч». Історія також з'явилася в творі Румі «В Багдаді, мріючи про Каїр: у Каїрі, мріючи про Багдад». Таку притчу можна знайти і в Єврейській Хасидській історії.

## Назва
Назва роману досить проста і водночас незвичайна. Алхімія — середньовічне містичне вчення, спрямоване на пошук чудодійної речовини — «філософського каменя», за допомогою якого можна було б перетворити прості метали на золото, срібло та лікувати різні хвороби.
Умберто Еко відзначав: «А назва — це завжди компас, який вказує читачеві шлях до інтерпретації тексту».
«Алхімік» — назва символічна. Алхімія, як стверджував Коельйо, не обмежувалася пошуком Філософського Каменя або, як його іноді називали, «червоного лева», створенням Еліксиру Безсмертя. Один із героїв твору — Англієць — так і не зміг осягнути таємниць алхімії, тому що не розумів головного: справжній Алхімік — це той, хто збагнув Душу Світу і знайшов там призначені для себе скарби, тобто зрозумів свій шлях у житті.

## Сюжет
«Алхімік» розповідає про подорож пастуха з Андалусії на ім'я Сантьяго. Сантьяго вірить, що його повторювані сни, які він бачить у зруйнованій церкві, віщі. Тому він вирішує звернутися до циганки-ворожки аби з'ясувати їхнє значення. Вона розповідає про існування скарбу в Єгипетських пірамідах. Коли він виходив, ворожка зазначила, що якщо він знайде скарб — вона хоче його десяту частину.
На початку подорожі Сантьяго зустрічає старого короля, що переконує його продати овець та вирушити у подорож до Єгипту, а також розповідає про власне життя, зокрема, що він хотів здійснити у житті. Його слова: «Якщо ти чогось хочеш — увесь Всесвіт буде сприяти тому, щоб твоє бажання збулося» є глибиною філософії та стали головним девізом книги.
Сантьяго знаходить провідника, що обіцяє показати йому шлях до пірамід. Але він грабує Сантьяго, відібравши в нього гроші, отримані від продажу овець. Тому Сантьяго змушений працювати на торговця кристалами, щоб заробити достатньо для продовження подорожі. Потім йому трапляється Англієць, який прибув на пошуки алхіміка і продовжує свої подорожі з новим супутником.
Досягнувши оази, Сантьяго зустрічає вродливу арабську жінку на ім'я Фатіма, яка обіцяє вийти за нього заміж, якщо Сантьяго зуміє завершити свої пошуки скарбу. Спершу розчарований, він згодом вирішує, що справжнє кохання не потребує жертв. 
Згодом Сантьяго зустрічає самотнього алхіміка, який розповідає йому про власний шлях. Він каже, що люди бажають знайти скарби свого власного шляху, але не сам шлях. Сантьяго відчував невпевненість у своїх бажаннях і прислухається до вчень алхіміка, який зазначає, що скарб набагато цінніший, аніж золото. Вдвох вони подорожують через землі, населені ворогуючими племенами, і Сантьяго перетворюється на піщану бурю, аби довести, що він гідний продовжити шлях.
Наприкінці Сантьяго досягає пірамід і починає копати місце, де в його сні був скарб. Туди прибувають злодії та глузують з Сантьяго, коли він розповідає, що привело його до пірамід. Їхній ватажок розповідає про свій сон, у якому скарби були сховані під деревом біля зруйнованої церкви. На його думку сон марний, але Сантьяго розуміє, що скарб весь час був у нього вдома, де він пас овець. Він викопує скарб і вирішує повернутися до Фатіми.

## Сантьяго
Головним героєм твору постає Сантьяго. Він мешкає поза сучасним розрахунком часу, в усіх епохах одночасно (квиток на пароплав із Іспанії в Африку можна купити будь-коли у касі, але пастух, що вміє читати, — велике диво).
Почнемо з того, що, як постмодерний образ, він — літературний колаж, він з усіх усюд. Ім'я та характер герой «позичив» у старого рибалки Хемінгуея («Старий і море»). Як Жульєн Сорель («Червоне і чорне» Стендаля), він навчався в семінарії, але прагнення пізнати світ пересилює тяжіння до Бога. За допомогою гаманця з трьома старовинними золотими, що їх батько знайшов у полі, Сантьяго стає чабаном і подорожує. Тут невимушено з'являється асоціація з трьома золотими волосинами Крихітки Цахеса (Гофмана). «Тисяча й одна ніч» — основа повісті про мандри вівчара, про що Коельйо сам нагадав в останній книзі «Заїр».
Сантьяго — пастух. Хто в Біблії не був ним, не пас вівці чи то в батька, чи то в тестя? І Авель, і Авраам, і Мойсей, і цар Давид … В індійській традиції покровителем чабанів був сам Крішна, в грецькій — Аполлон, Геліос і Паріс, які, в свою чергу, самі пастухували. Божественними покровителями пастухів були Пан і Дафніс. Чабан через них пов'язаний із небом, із Богом, а через вівці — з тваринним і рослинним світом (навіть розуміє їхню мову), тому до пастуха зверталися за порадою, за ліками — травами, за прогнозом на врожай. Через відстороненість від громади та постійних мандрів на чабана часто дивилися як на характерника, чаклуна. Не забуваймо й про давню юдейську традицію: Бог — пастир, Земля — пасовисько, а люди — вівці, що їх доглядає і охороняє Бог. Можна дорівняти пастуха Сантьяго до «божественної дитини», до «героїчної дитини», до медіатора, що з'єднує Небо, Землю, Людей і Бога, до універсального образу, до архетипу.
Не залишаються помітними нашій увазі подорожі головного героя. Тут мандри та пригоди Сантьяго асоціюються із одіссеєю. Як Одіссей, чабан проходить своє магічне коло, упорядковує схему власного життя, знаходить скарби саме там, звідки розпочалася його подорож, у занехаяній напівзруйнованій церкві.
«Я завжди зможу знову стати чабаном, — подумав хлопець. — Я вмію пасти овець і ще не розучився це робити. А от нагода дійти до єгипетських Пірамід може більше не трапитись».

## Українські переклади
- У 2000 році до української мови його «адаптував» співак і перекладач Віктор Морозов, який паралельно працював над англомовним Гаррі Поттером. Першою книгою, з якої він ознайомив українського читача, так і власне ознайомився сам, був роман «Алхімік». Розгорнувши оригінал, прочитавши його, В. Морозов кинувся перекладати: «Не знаючи, що буду робити з цим перекладом, не знаючи, хто опублікує, але відчуваючи, що повинен це зробити саме я».[1]
- У 2018 році роман вийшов у перекладі Віктора Шовкуна.